# Busy Signal
Pour les articles homonymes, voir Busy signal (homonymie).
Reanno Gordon, né Glendale Goshia Gordon le 24 janvier 1982 dans la paroisse de Saint Ann, est un chanteur de dancehall jamaïcain originaire de Kingston. Il adopte le nom de scène Busy Signal.

## Biographie
Busy Signal sort ses premiers disques au début des années 2000 et connaît le succès grâce au single Step Out, édité en 2005. Son premier album paraît l'année suivante. En 2008, le single Tic Toc est diffusé aux États-Unis, notamment par le réseau américain Black Entertainment Television.
Le chanteur adopte légalement le nom Reanno Gordon à la suite d'un acte unilatéral. Il est arrêté en mai 2012 à l'aéroport international Norman Manley de Kingston et extradé aux États-Unis, où il est recherché. En septembre, il est condamné à six mois de prison. Busy Signal est invité par le groupe américain No Doubt à participer à l'enregistrement du titre Push and Shove (en). Il paraît en 2012 sur l'album du même nom. La même année, le chanteur sort son 4e album, intitulé Reggae Music Again. Le disque atteint la 5e place du classement du Billboard dans la catégorie « Top Reggae Albums ».

## Discographie

### Albums
- 2006 : Step Out (Greensleeves Records)
- 2008 : Loaded (VP Records)
- 2010 : DOB (VP)
- 2012 : Reggae Music Again (VP)

### Singles
- 2004 : I Like To Say
- 2005 : Step Out
- 2009 : Hustlin
- 2011 : Burial Spot
- 2012 : Miss You
- 2012 : Kingston Town
- 2014 : Gyal Yuh Good